# Samodai József
Samodai József (Mosonszentmiklós, 1920. augusztus 7. – Mosonszentmiklós, 1984. szeptember 18.) festő, restaurátor, egyházművész.

## Életpályája
Paraszti családban született. Édesapja Samodai József pannonhalmai, édesanyja Horváth Katalin, mosonszentmiklósi születésű volt. Első mestere Pandur József festőművész volt. Négy évig volt katona, majd amikor dr. Somogyi Antal művészettörténész megérkezett a faluba, mint plébános, ő ismertette meg Samodai Józsefet Borsa Antal iparművésszel, aki tanítványává fogadta, s egyúttal az Iparművészeti Főiskola anyagát négy éven keresztül tanította számára. Szorgalommal tanulmányozta a régi mesterek technikáját, különösen Maulbertsch művészetét a Győri székesegyház mennyezetfreskóin, amelyek restaurálását az ötvenes években végezte. 1950-ben megnősült, felesége, Márkus Irén szintén mosonszentmiklósi születésű volt, 5 gyermekük született: Julianna, Mária, József, Katalin és Margit. 1973 és 1975 között restaurálta Mosonszentmiklós templomát, utolsó nyolc évében már fiával dolgozott együtt. 1980-ban önálló kiállítással szerepelt a Győri Műcsarnokban. 1984-ben váratlanul bekövetkezett halála terveinek sokaságát hiúsította meg.

## Művei
Munkái jelentős részét egyházi művek alkotják. Győr-Moson-Sopron vármegye számos templomát díszítik festményei, freskói, szekkói és olajfestményei, melyeken elsősorban a római iskola hatása érezhető. Tervezett üvegablakokat, liturgikus tereket, szembemiséző oltárokat. Nevéhez fűződik a győri városháza dísztermének díszítő festése. Mesterévé vált az olaj- és falfestmények restaurálásának. Szinte valamennyi technikában otthonosan mozgott, témáiban is sokoldalú volt. Művésze volt a rézkarcnak, fametszetnek, linómetszetnek és fadomborműveknek. 2002-ben jelent meg az „Egy életmű feltámadása” című, életét és munkásságát bemutató könyv fekete-fehér és többnyire színes illusztrációkkal.

## Egyházi munkái
- 1950–53. Győr, Székesegyház, főhajó restaurálása Borsa Antal mellett
- 1954–55. Csorna, Jézus Szíve-templom, falfestmények (szekkó) keresztút sorozat, kórus és szószék mellvédjének festése
- 1956. Bársonyos, restaurálás
- 1957. Hidegség, falfestmények (szekkó)
- 1958. Lövő, falfestmények (szekkó)
- 1959–61. Kapuvár, Szent Anna templom, falfestmények (szekkó)
- 1963. Rábapordány, falfestmények (szekkó)
- 1964. Szil, falfestmények (szekkó)
- 1965. Győr, Újvárosi templom, falfestmények (szekkó)
- 1965. Árpás, falfestmények (freskó)
- 1965. Dénesfa, falfestmények (szekkó)
- 1966–68. Fertőszentmiklós, falfestmények (szekkó)
- 1967. Mecsér, falfestmények (freskó)
- 1968. Győr, Szabadhegy, falfestmények (freskók)
- 1969. Bezenye, falfestmények (freskó)
- 1970. Levél, falfestmények (szekkó)
- 1970. Arak, falfestmények (szekkó)
- 1970. Máriakálnok, falfestmények (freskók)
- 1971. Farád, falfestmények (freskó)
- 1972. Sopronkövesd, falfestmények (freskó)
- 1972. Kimle, falfestmények (szekkó)
- 1973–75. Mosonszentmiklós, falfestmények (szekkó), oltárok restaurálása
- 1975. Győr, Városháza díszterme, díszítő festés
- 1976. Gyarmat, falfestmények (freskó), oltárkép (olajkép)
- 1976. Győr, Újvárosi templom, liturgikus tér tervezése
- 1976–78. Nyúl, restaurálás: falfestmények (id. Dorfmeister István munkái), oltárok, stációs sorozat (olajkép)
- 1978. Győr, Székesegyház, kegyoltár restaurálása, műmárvány felületek felújítása
- 1979. Sokorópátka, falfestmények (szekkó) restaurálások
- 1980. Halászi, liturgikus tér tervezése, oltár díszítő faragása
- 1981. Feketeerdő, falfestmények (freskó)
- 1981. Öttevény, falfestmények (freskó)
- 1981. Rábapatona, falfestmények (freskó), stációsorozat (olajkép)
- 1983. Szany, üvegablak tervezése (kivitelezte: Mohay cég)
- 1984. Abda, falfestmények (secco), (befejezte: Hertay Mária)

## Jelentősebb kiállításai
- 1980: Győr, Műcsarnok
- 1985: Győr, Czuczor Gergely Bencés Gimnázium
- 2004: Győr, Bartók Béla Megyei Művelődési Központ
- 2005: Győr, Városi Művészeti Múzeum

## Album
- Samodai József (1920–1984): Egy életmű feltámadása = The resurrection of an oeuvre. (szerk. Tóth Csaba, szerző: Bóna László et al.) Győr, 2002. 95 o. ill. ISBN 9632049047

## Emlékezete
- A Zuglói Helytörténeti Műhely 2014-ben Samodai József nevét vette fel.